# موا عملاق
موا عملاق (اللاتينية:Dinornis) من جنس النعاميات فصيلة الموا. كشبيهاتها من النعاميات فهي تمتلك عظم قص ليس لها جزء خلفي. ويوجد لديها حنك مميز. حاليا اكتشف من أن هذه الطيور كانت قادرة على الطيران وطارت إلى المكان التي وجدت فيه. ومكان وجودها كان نيوزيلاند.

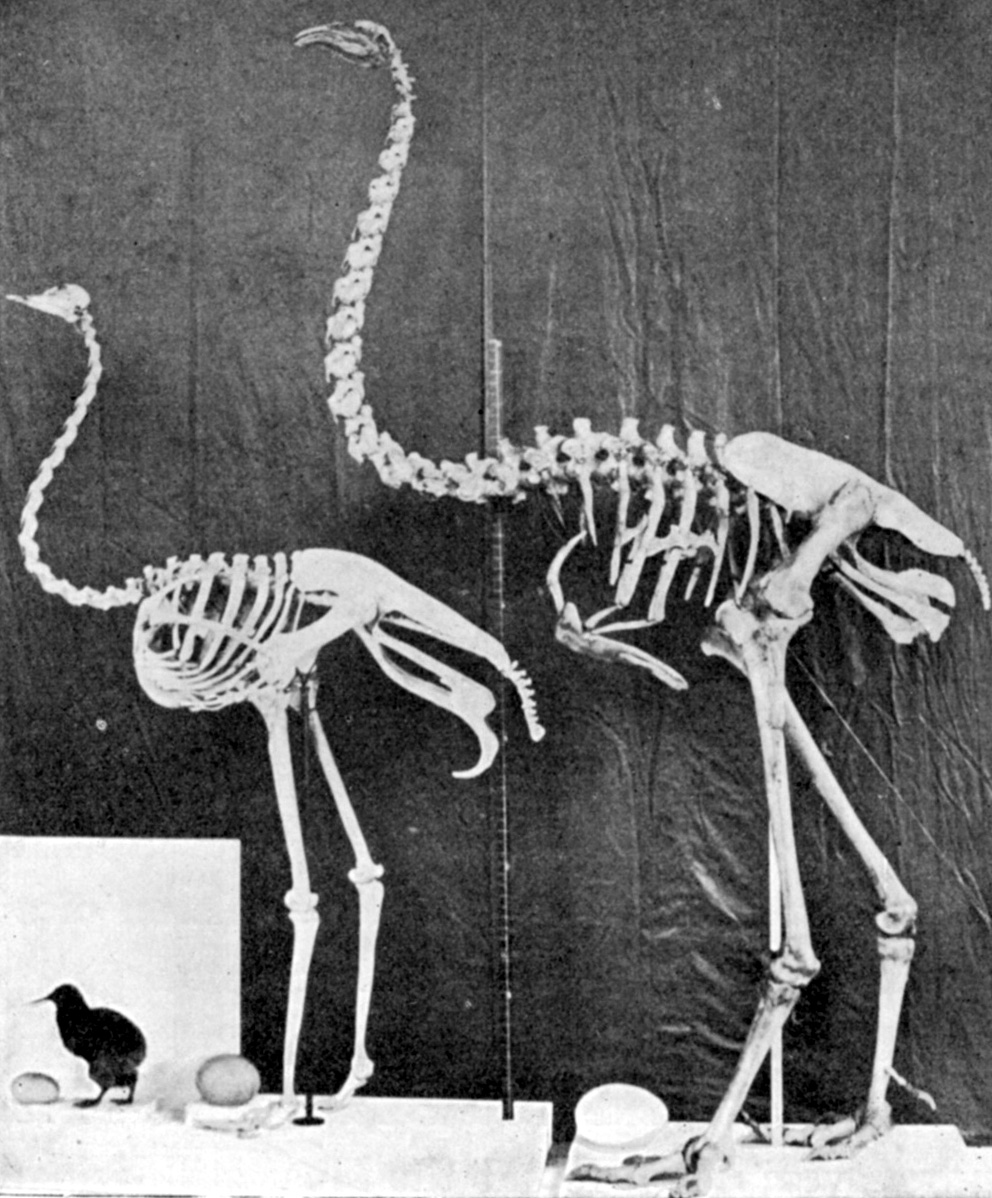
مقارنة بين كل من كيوي، نعامة، وموا عملاق مع بيوضهم.

يمكن أن يكون الموا العملاق هو أطول طائر حتى الآن، حيث تبلغ طول أنثاه 3 مترا (12 قدما)، والأكثر من ذلك، بلغ وزن هذه الطيور 230-240 كيلوجراما}} أو 278 كيلو جراما في التخمينات المختلفة. لون ريشه بني محمر ويشبه الشعر، وظاهريا يغطي هذا الريش جميع أجزاء الجسد عدا معظم الرأس والأرجل. لهذا الطائر أقدام كبيرة وعنق طويل يستطيع الوصول إلى مناطق الإنبات البعيدة. وفي العلاقة بجسده، فإن الرأس صغير، منقط، ومنقار قصير مفلطح ومعقوف نوعا ما. ففي النهاية، يعتبر الموا نوعا من النعامات. وقد ملأت هذه الطيور الكوة البيئية كنفس التي ملأتها الحيوانات في القارات.